# Kulaja
Kulaja (arab. قليعة) – miejscowość w Syrii, w muhafazie Aleppo. W 2004 roku liczyła 2616 mieszkańców.